# 兹德涅克·姆林纳日

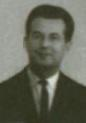
Zdeněk Mlynář

兹德涅克·姆林纳日（1930年6月22日—1997年4月15日）是布拉格之春的领导者之一，杜布切克的有力支持者及智囊。

## 生平
苏军入侵后，他被开除出捷克共产党。7年后，他与哈维尔一起发起了七七宪章。1977年，他流亡奥地利因斯布鲁克，并继续支持捷克斯洛伐克的持不同政见者。东欧剧变之后，他返回布拉格，试图重回政坛，但并不成功。回忆录中译本《严寒来自克里姆林宫》（Mráz přichází z Kremlu）1980年出版，回忆了整个事件的来龙去脉。他还是戈尔巴乔夫在莫斯科大学法学院的同学。

## 链接
- 《严寒来自克里姆林宫》在线阅读
- 美国《纽约时报》讣告 （页面存档备份，存于）
- 英国《独立报》讣告 （页面存档备份，存于）